# Jan Stehlík

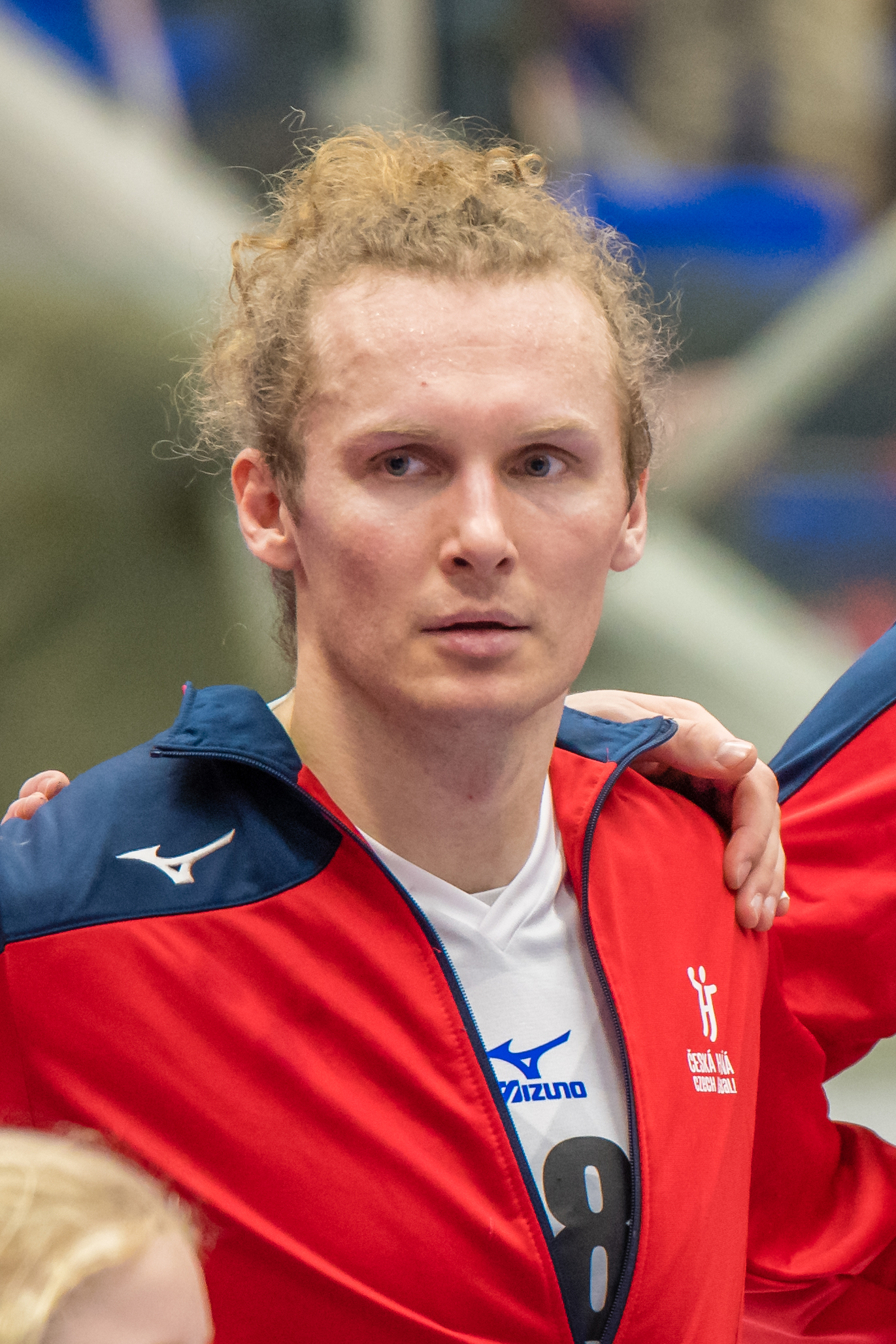
Jan Stehlík (2018)

Jan Stehlík (* 18. April 1985 in Pilsen) ist ein tschechischer Handballspieler.
Der 1,88 Meter große und 88 Kilogramm schwere rechte Rückraumspieler spielte anfangs bei Dukla Prag. Mit Prag spielte er im EHF-Pokal (2007/2008) und im Europapokal der Pokalsieger (2005/2006). Anschließend stand er beim französischen Erstligisten Saint-Raphaël Var HB unter Vertrag. Im Sommer 2017 wechselte Stehlík zum tschechischen Verein Talent M.A.T. Plzeň. Mit Talent Plzeň gewann er 2021 die tschechische Meisterschaft.
Jan Stehlík steht im Aufgebot der tschechischen Nationalmannschaft, so für die Europameisterschaft 2014. Seinen ersten Einsatz für die A-Nationalmannschaft bestritt er am 1. Juni 2007 gegen die slowenische Auswahl. Er bestritt bislang 97 Länderspiele (157 Tore).